# Temalini Manatoa
Temalini Manatoa (* 21. April 2004) ist eine tuvaluische Leichtathletin, die sich auf den Sprint spezialisiert hat.

## Sportliche Laufbahn
Erste internationale Erfahrungen sammelte Temalini Manatoa im Jahr 2024, als sie bei den Olympischen Sommerspielen in Paris dank einer Wildcard im 100-Meter-Lauf an den Start ging und dort mit 14,04 s in der Vorausscheidungsrunde ausschied. Zudem war sie Fahnenträgerin Tuvalus während der Eröffnungs- und Abschlussveranstaltung der Spiele.

## Persönliche Bestleistungen
- 100 Meter: 14,04 s (+0,2 m/s), 2. August 2024 in Paris